# Mid-South Coliseum
Il Mid-South Coliseum è un impianto sportivo che sorge a Memphis, Tennessee, negli Stati Uniti. Restò attivo dal 1964 al 2006, ed ospitò concerti, eventi sportivi e show di wrestling. Negli anni settanta e ottanta fu l'arena casalinga della Continental Wrestling Association e successivamente della United States Wrestling Association.

## Storia
La costruzione delle fondamenta ebbe inizio il 15 aprile 1963. Fin dalla sua apertura nell'ottobre 1964, il Coliseum fu la prima struttura razzialmente desegregata a Memphis. A differenza della maggior parte delle strutture di Memphis, che esitarono ampiamente a integrarsi in seguito al caso della Corte Suprema degli Stati Uniti Watson v, United States del 1963 riguardante la segregazione razziale locale, la direzione del Mid South Coliseum non incluse alcun segnale che avvisasse della segregazione all'interno della struttura.

### Concerti
Il 17 novembre 1965 i Rolling Stones suonarono al Mid-South nel corso del loro 2nd American Tour 1965, in supporto al nuovo album Out of Our Heads. Patti LaBelle & The Bluebells aprirono il concerto del gruppo rock britannico.
L'arena fu uno dei pochi impianti dove suonarono i Beatles durante il loro ultimo tour negli Stati Uniti del 1966. Il gruppo vi suonò due concerti il 19 agosto 1966; sulla scia delle proteste e del boicottaggio della band a causa delle controverse affermazioni di John Lennon su Gesù e sui Beatles, il consiglio municipale di Memphis aveva chiesto la cancellazione dei concerti per motivi di ordine pubblico. Le esibizioni si tennero comunque, anche se accolte dalle proteste del Ku Klux Klan, da una minaccia anonima di omicidio contro "uno o tutti" i membri della band, e con un membro del pubblico che fece esplodere un petardo sul palco (che inizialmente fu creduto essere uno sparo) durante uno degli spettacoli.
Rod Stewart e The Faces suonarono al Coliseum il 21 aprile 1972, insieme al gruppo rock The Free.
Anche Elvis Presley si esibì nell'arena. Il suo primo show si tenne il 16 marzo 1974, primo concerto a Memphis sin dal 1961. Il concerto del 20 marzo fu registrato per l'album dal vivo Elvis: As Recorded Live on Stage in Memphis. Tornò l'anno seguente in chiusura del suo secondo tour, il 10 giugno 1975, e si esibì qui per l'ultima volta il 5 luglio del 1976. 
Michael Jackson e The Jacksons diedero inizio al loro Triumph Tour esibendosi nell'arena l'8 luglio 1981.
I Judas Priest filmarono la loro esibizione del 12 dicembre 1982 al Coliseum, successivamente pubblicata in video come Judas Priest Live e in formato DVD come Live Vengeance '82.
La cantante canadese Celine Dion si esibì al Coliseum il 14 e 15 marzo 1997 durante il Falling Into You Around the World Tour. I concerti furono filmati per il video Live in Memphis.

### Wrestling
Il Mid-South Coliseum è inoltre noto per il suo legame con il wrestling professionistico, in quanto arena casalinga della United States Wrestling Association e delle compagnie precedenti; Jerry "The King" Lawler lottò in centinaia di match nella struttura. Dal 1970 al 1991, settimanalmente vi si svolsero show di wrestling ai quali assistevano regolarmente oltre 10,000 persone. Tra i molti eventi degni di nota, Lawler affrontò Terry Funk in un celebre "empty arena fight" nel 1981. Il 5 aprile 1982, Lawler eseguì due piledriver (mossa che era stata "proibita" a Memphis) sul comico Andy Kaufman che dovette essere portato fuori in barella a causa di un serio infortunio al collo (kayfabe). L'incidente fu l'elemento scatenante di una rivalità che culminò quando Kaufman e Lawler apparvero insieme al Late Night with David Letterman qualche mese dopo; ne nacque un alterco (che si rivelò poi essere stato messo in scena) in cui Lawler schiaffeggiò Kaufman in diretta e Kaufman rispose gridando insulti e parolacce e lanciando caffè a Lawler prima di precipitarsi fuori dallo studio. L'episodio è in gran parte accreditato per aver dato origine al wrestling professionistico moderno. Il 27 aprile 1987 Austin Idol sconfisse Lawler in uno steel cage match, causando disordini tra il pubblico. Anche la World Championship Wrestling organizzò vari eventi al Coliseum tra il 1996 e il 2000.

### Progetto di demolizione
Nel 2022 la squadra di calcio Memphis 901 FC annunciò il progetto della costruzione di uno stadio sul sito del Mid-South Coliseum, che sarà quindi demolito. Il nuovo stadio, progettato specificatamente per il calcio, dovrebbe aprire nel 2025 con una capienza dai 6,500 agli 8,000 posti a sedere.